# Бергшрайбер
Бергшрайбер — посадова особа у середні віки у гірничих роботах певного регіону, чи рудного району.
Наводимо уривок з праці Георга Агріколи De Re Metallica (1556 р.), який саме присвячений опису гірничих посад часів пізнього Середньовіччя:
| Бергшрайбер – гірничий писар – заносить окремі гірничі підприємства до книг, нові – в одну, поновлені старі – в іншу. Це робиться таким чином. Перш за все він записує ім'я того, хто клопотав про гірничий відвід, день і годину подачі клопотання, рудну жилу й місце де вона знаходиться, далі, на яких умовах відвід наданий і, нарешті, якого числа бергмайстер його затвердив. Усякому, за ким затверджений відвід, видається також посвідчення із зазначенням усього вищезазначеного. Крім того, бергшрайбер вносить імена власників рудників, право яких уже затверджено, до іншої книги. В окрему книгу він записує дозволи, надані будь-кому бергмайстром на призупинення робіт з певних причин. Ще до однієї книги він заносить грошові суми, які один рудник надав у розпорядження іншому для відкачки води або для спорудження машин, і в особливій книзі записує справи, розібрані бергмайстром і гірничими присяжними, так само як і суперечки, вирішені ними як почесними третейськими суддями. Усі ці записи до книг він робить щотижня по середах, а якщо на цей день припадає свято, у наступний за ним четвер. Щосуботи він вносить в окрему книгу суми витрат за минулий тиждень, звіти в яких надають управителі окремих гірничих підприємств. У спеціальну книгу бергшрайбер у відповідні терміни заносить су-ми тримісячних витрат управителів гірничих підприємств. Він записує також в особливу книгу імена виключених власників. Щоб уникнути можливості будь-якої підробки всі ці книги замикаються в скриню на два замки, причому ключ від одного з них знаходиться у бергшрайбера, а ключ від іншого – у бергмайстра. |